# Burc
Burc (en francès Burg) és un municipi francès situat al departament dels Alts Pirineus i a la regió d'Occitània.

## Demografia
| 1962                                       | 1968 | 1975 | 1982 | 1990 | 1999 | 2007 |
| ------------------------------------------ | ---- | ---- | ---- | ---- | ---- | ---- |
| 277                                        | 323  | 286  | 297  | 294  | 267  | 271  |
| Des de 1962: població sense dobles comptes |      |      |      |      |      |      |

## Administració
| Període | Identitat     | Partit |
| ------- | ------------- | ------ |
| 2008-   | Guy Pelletier |        |